# La ronda de noche
La ronda de noche o La ronda nocturna (en neerlandés: De Nachtwacht) es el nombre por el que se conoce comúnmente una de las más famosas obras maestras del pintor neerlandés Rembrandt, pintada entre 1639 y 1642. Este cuadro es una de las joyas de la exposición permanente del Rijksmuseum de Ámsterdam, pinacoteca especializada en arte neerlandés.

## La ronda de la noche
Aunque el título     del lienzo como La ronda de noche está históricamente consolidado, su nombre original fue La compañía militar del capitán Frans Banninck Cocq y el teniente Willem van Ruytenburgh (el nombre oficial en neerlandés es De compagnie van kapitein Frans Banninck Cocq en luitenant Willem van Ruytenburgh maakt zich gereed om uit te marcheren). Este, que quizá fuese su verdadero título, fue descubierto gracias a la inscripción hallada en un boceto preparatorio:

Schets van de schilderije op de groote Sael van de Cleveniers Doelen, daerinne de Jonge Heer van Purmerlandt als Capiteijn, geeft last aen zijnen Lieutenant, de Heer van Vlaerdingen, om sijn Compaignie burgers te doen marcheren
Boceto de la pintura para el Gran Salón de la Corporación de Arcabuceros, en la cual el joven Heer van Purmerlandt (Frans Banninck Cocq), como capitán, ordena a su lugarteniente Heer van Vlaerderdingen (Willem van Ruytenburgh), que ponga en marcha la compañía cívica.

El cuadro fue llamado en el siglo XIX Patrouille de Nuit por la crítica francesa, y Night Watch por Sir Joshua Reynolds; de ahí el nombre por el que se le conoce popularmente. El origen de este título surge de una equivocación de interpretación, debida a que, en esa época, el cuadro estaba tan deteriorado y oscurecido por la oxidación del barniz y la suciedad acumulada, que sus figuras eran casi indistinguibles, y parecía una escena nocturna. Después de su restauración en 1947, cuando se eliminó este barniz oscurecido, se descubrió que el título no se ajustaba a la realidad, ya que la acción no se desarrolla de noche sino de día, en el interior de un portalón en penumbra al que llega un potente rayo de luz que ilumina intensamente a los personajes que intervienen en la composición.

## Representación

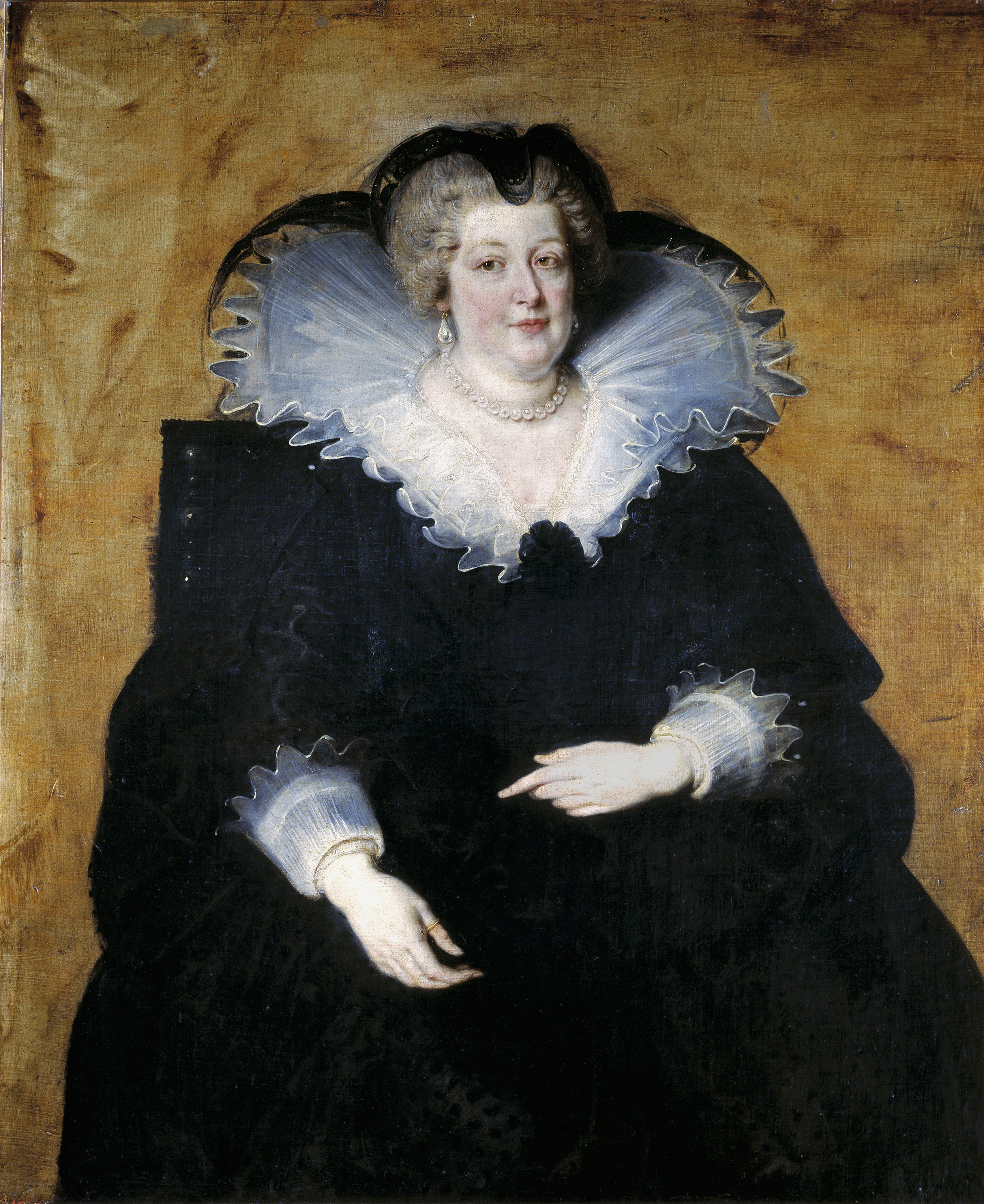
La compañía de capitán Banninck Cocq sirvió de guardia de honor en la visita de la reina madre francesa a Ámsterdam. Retrato de María de Médicis. (c. 1622) realizado por Pedro Pablo Rubens, Museo del Prado (Madrid).

La obra fue encargada por la Corporación de Arcabuceros de Ámsterdam para decorar el Groote Zaal, 'Gran Salón', del Kloveniersdoelen, sede de la milicia. Debido a esto, Rembrandt usó monumentales dimensiones para el lienzo.
En ella aparece la milicia del capitán Frans Banninck Cocq en el momento en el que este da la orden de marchar al alférez Willem van Ruytenburch. Detrás de ellos aparecen los 18 integrantes de la Compañía, que pagaron una media de cien florines al pintor por aparecer en el cuadro, una suma más que considerable para la época. Los dos oficiales probablemente pagaron más, por el lugar privilegiado que ocupan en el cuadro. En total, Rembrandt cobró 1600 florines por este cuadro. Al ser la compañía de arcabuceros una institución municipal, La ronda de noche sigue siendo propiedad del Ayuntamiento de Ámsterdam, que la cede al Rijksmuseum en préstamo de uso sin contraprestación económica.
Los personajes aparecen captados por el pintor holandés tal y como los pudo contemplar en numerosas ocasiones en el momento en que a diario la compañía se preparaba para formar y salir a continuación ordenadamente para recorrer la ciudad en su misión de vigilantes del orden. Además, en el cuadro aparecen tres niños corriendo y un perro que animan la escena.
El encargo, que debía ser concluido para el banquete de inauguración de la sede de la compañía, fue, junto a otros retratos corporativos, parte de la conmemoración de la llegada en 1638 a Ámsterdam de la reina madre María de Médicis, viuda de Enrique IV de Francia, exiliada por orden de su hijo Luis XIII y del intrigante cardenal Richelieu. Esta visita regia a la capital holandesa fue celebrada por sus autoridades con gran pompa y boato.
El pago del trabajo se retrasó debido a que no cubrió las expectativas de los miembros de la milicia, por no estar perfectamente definida la presencia de la mayoría de ellos. A pesar de su calidad, también pasó desapercibida para la crítica en su día. La escena de la compañía forma parte fundamental de la tradición holandesa de retratos colectivos que surgió en la llamada "Edad de Oro del arte holandés". Autores contemporáneos como Frans Hals se dedicaron casi en exclusiva a este tipo de retratos de encargo.

### Personajes principales

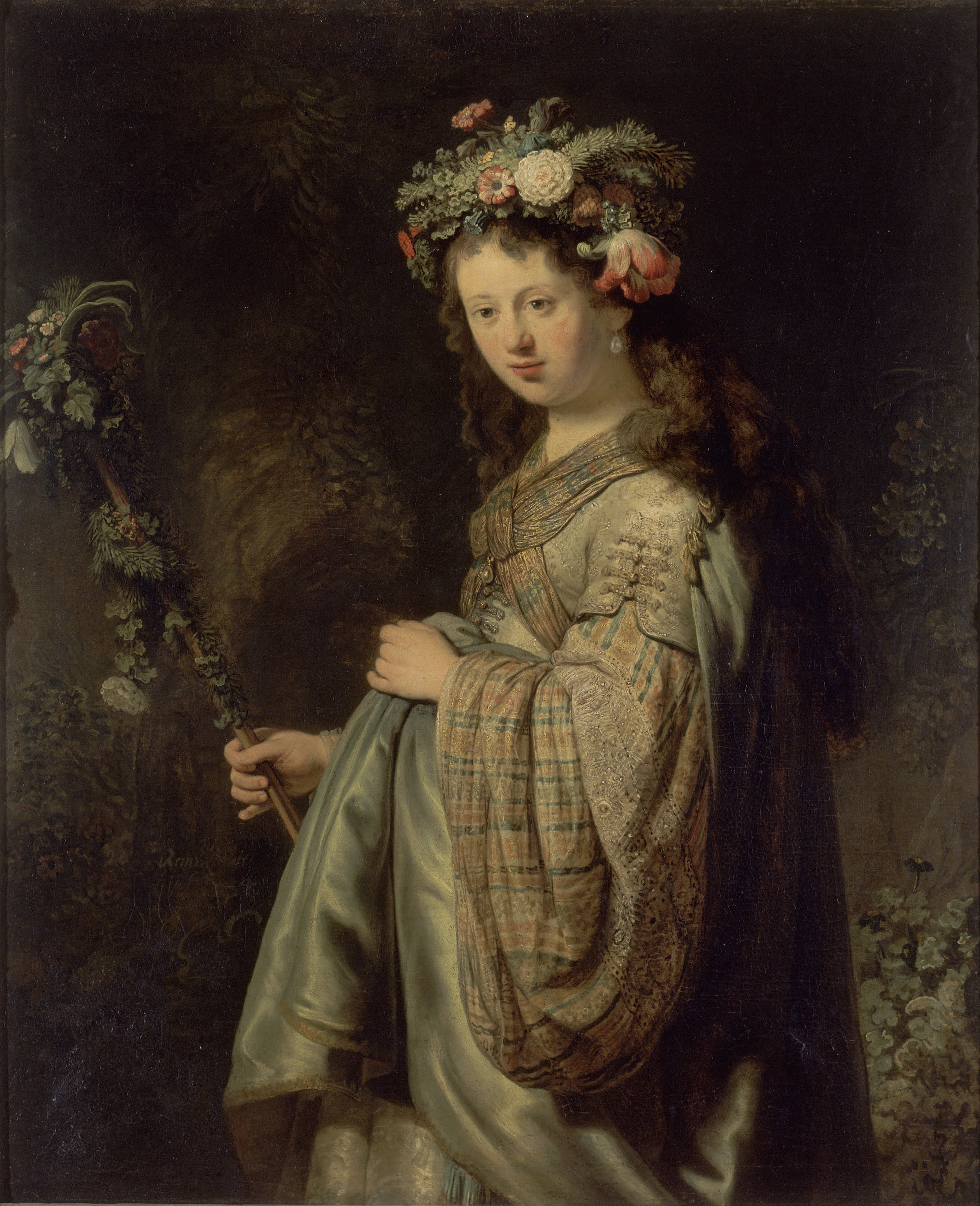
La crítica mayoritaria considera que la niña que aparece en La ronda de noche es un retrato de su esposa Saskia, que habría muerto el mismo año de la realización del lienzo. Su muerte le supuso una profunda depresión. Retrato de Saskia como Flora (1634), expuesto en el Museo del Hermitage de San Petersburgo.

- Capitán Frans Banninck Cocq o Banning Coq (1605–1655): capitán de la compañía y figura central que vertebra los ejes del cuadro. Con la mano indica la orden a su teniente y la alarga al espectador, incluyéndolo en la escena. Pese a evitar un orden jerárquico en la distribución de los miembros de la milicia, Rembrandt le otorga la posición predominante que su cargo le reserva.

- Teniente Willem van Ruytenburch o van Ruytenburgh (1600-1657): teniente de la compañía, es el que recibe la orden de preparar la compañía para la formación. Ruytenburch era de baja estatura, y, para que no quedara muy disminuido junto al gigantesco capitán Cocq, Rembrandt lo realza empleando en su uniforme un tono amarillo al que hace vibrar iluminado por un rayo de sol.

- La niña: es un personaje clave en el cuadro, por ser el único femenino y servir de foco de luz. La niña no se encuentra en penumbra y las sombras no la tocan. Parece un espectro que poco tiene que ver con el resto de los personajes. Por esta inusual cualidad, muchos críticos ven en la niña un retrato de Saskia van Uylenburgh (1612-1642), primera esposa del pintor, que murió prematuramente en el año en que fue pintado el lienzo, posiblemente de tuberculosis. Saskia era habitual modelo de muchos de los retratos del autor. Viste un traje amarillo limón y en la cintura le cuelga un gallo blanco con pinceladas azules —el emblema de la compañía—, que Rembrandt representó de esta singular manera, en sustitución del habitual blasón de este tipo de retratos colectivos.

### Personajes secundarios
El resto de los personajes del lienzo son los siguientes quince miembros de la milicia cívica (de izq. a der.): Reinier Engelen, Jan Pietersen Bronchorst, Elbert Willemsen, Herman Jacobsen Wormskerck, Jan van der Heede, Jan Visscher Cornelissen, Claes van Cruijsbergen, Jan Ockersen, Jan Andriaensen Keijser, Walich Schellingwou, Jan Claesen Leijdeckers, Barent Harmansen Bolhamer, Rombout Kemp, Paulus Schoonhoven y Jacob Jorisz.

## Estructura

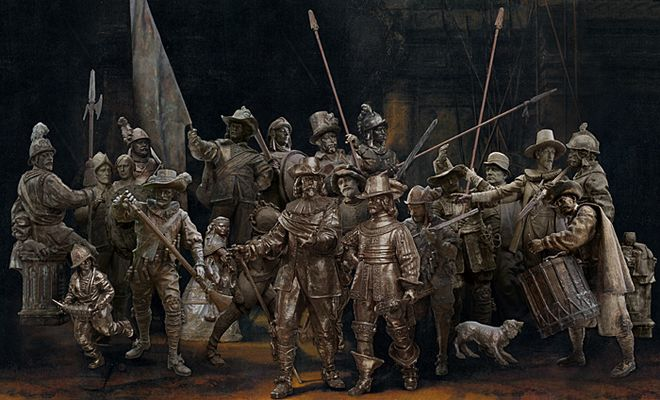
Representación en bronce de los personajes de La ronda de noche donde se demuestra su composición "cuidadosamente caótica". Esculturas de Alexander Taratýnov y Mijaíl Drónov en la Rembrandtplein para conmemorar el 400 aniversario del nacimiento de Rembrandt (2005).

Rembrandt se apartó de lo convencional, evitando una escena estática y formal, y generando, en cambio, una de acción, más del gusto del Barroco imperante. Muestra a los soldados apurados para embarcarse en una misión (que tipo de misión, o si se trataba de un patrullaje ordinario es todavía motivo de discusión). Este ordenamiento es completamente original y constituye un nuevo modo de concebir el retrato colectivo. Su estilo causó la contrariedad de algunos miembros de la milicia, que por su ubicación en el fondo de la escena son difícilmente distinguibles. A diferencia de cuadros de la misma temática, en que la disposición de las figuras siguen un orden jerárquico preciso, el pintor basó la colocación de los personajes únicamente en razones plásticas. Los rígidos cánones de los retratos corporativos sólo traducían rutina y convencionalismo e imposibilitaban la expresión personal y dramática.
Sin embargo, la composición aparentemente desordenada está en realidad construida de un modo racional según los dos ejes medios del rectángulo que conforma el lienzo:
- Eje horizontal: Determina el telón de personajes que sirve de apoyo a las dos figuras principales, en primer plano. Los cuatro personajes con trajes de colorido característico dominan el grupo central, dirigiendo la mirada del espectador hacia ellos mismos.
- Eje vertical: Determina la posición del capitán con su traje negro, que se ve apoyado por la figura aneja del teniente, este de amarillo claro. Esta dos figuras hacen que la escena quede centrada, girando a su alrededor el resto de componentes.
- Las diagonales que forman la larga lanza y el asta de la bandera se cruzan en el centro luminoso de la escena, encuadrando los tres grupos de personas con una línea imaginaria, quedando los dos mandos de la compañía en la posición preponderante de la escena.

La sensación de espacio en diferentes niveles: el de la penumbra del portalón, el de la calle radiante de sol y el del observador, se asemeja a otros juegos compositivos típicamente barrocos como se pueden encontrar en Las Meninas de Velázquez o en El jardín del amor de Rubens.

## Color y luz
El dibujo, apenas esbozado, queda disminuido por la importancia del color y la luz, siendo poco nítidos los contornos de las figuras. Influido por Caravaggio, Rembrandt usa el tenebrismo y el claroscuro, creando fuertes contrastes entre la penumbra y la luz. La luz proviene de la izquierda, según la dirección de las sombras proyectadas. Esta luz, a pesar de su concepción realista, no actúa uniformemente, sino que ilumina y destaca a ciertos personajes y relega a otros a la sombra. En ocasiones parece que nace del interior de las figuras, como en el caso de la niña que corre. La iluminación es la gran protagonista de este cuadro, porque recrea una atmósfera mágica de penumbras doradas, sombras envolventes y luces cegadores.
El color está aplicado con pinceladas espontáneas. El cromatismo del lienzo se desarrolla en tonos cálidos de las tierras y los ocres, con las excepciones del rojo del echarpe de capitán, del soldado del largo arcabuz a su derecha, del blanco ocre de la chica, detrás, y del uniforme del lugarteniente. Usa tonalidades opuestas para contrastar como el uniforme claro y oscuro de las dos figuras centrales, el negro riguroso del capitán resaltando el blanco de su golilla o incluso el tono dorado de la penumbra en contraste con las caras iluminadas.

## Ubicación

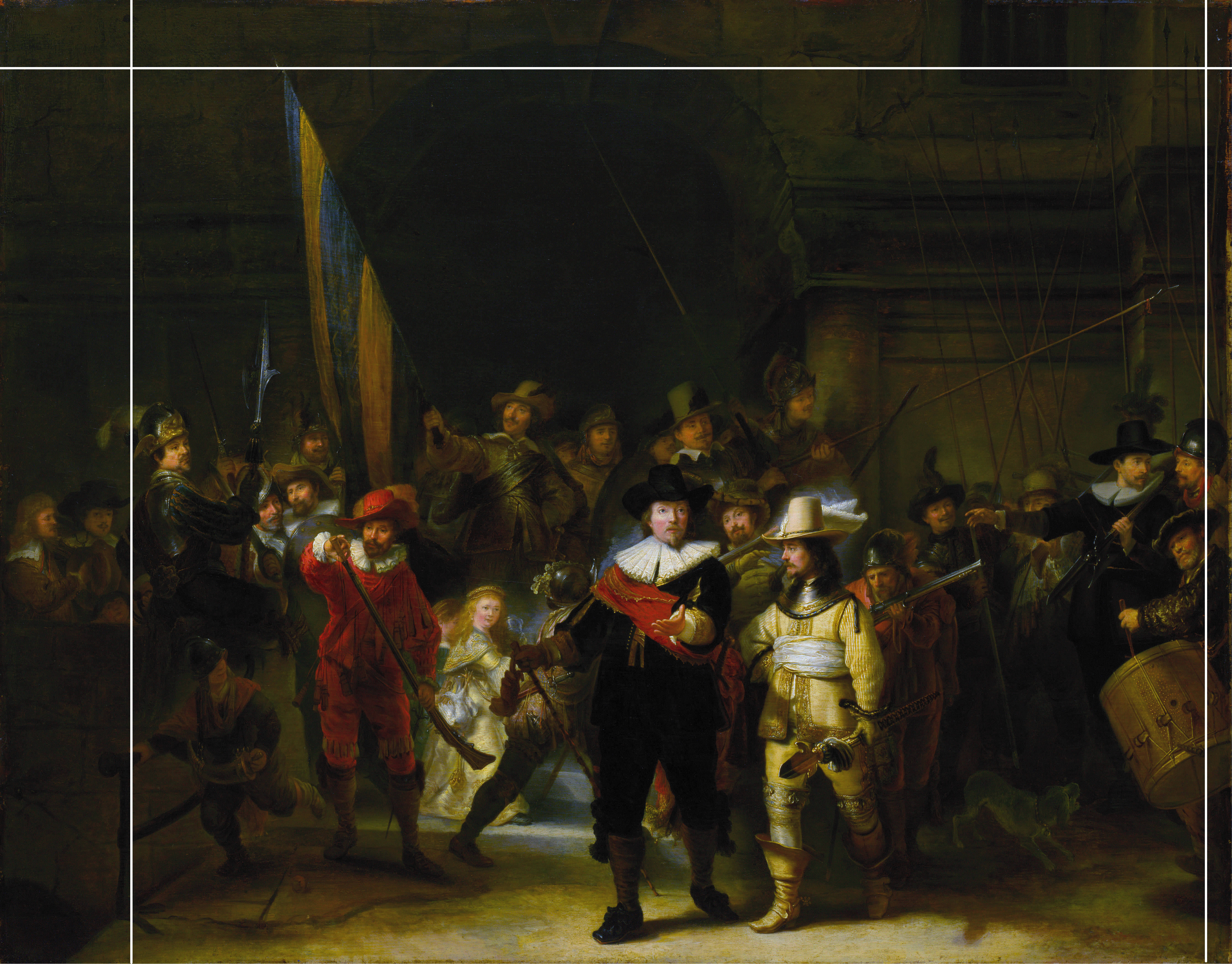
Copia de La ronda de noche anterior a la mutilación del lienzo en 1715, donde se puede observar sus dimensiones originales.

El emplazamiento original para el que fue pensado el lienzo fue el Groote Zaal, Gran Salón, del Kloveniersdoelen, sede municipal de la Compañía de Arcabuceros de la capital holandesa. Este edificio fue destruido y reemplazado a mitad del siglo XIX por el actual hotel Doelen. En 1715, La ronda de noche se trasladó al Ayuntamiento de Ámsterdam en la plaza Dam. Sus grandes dimensiones hicieron que fuese mutilado en esta época cuando le fue cortada una franja en el lateral izquierdo y superior, eliminando a tres de los personajes de la escena. Conocemos su aspecto originario debido a diferentes copias anteriores a 1715, entre las que destaca una réplica de Gerrit Lundens conservada en la National Gallery de Londres.
Cuando las tropas napoleónicas ocuparon los Países Bajos y Napoleón entronizó a su hermano Luis como rey de Holanda en 1806, el Ayuntamiento se convirtió en Palacio Real (aún mantiene esta función real) y los magistrados municipales trasladaron el cuadro a la Trippenhuis, es decir, la casa de la familia Trip. Inmediatamente, Napoleón ordenó su vuelta a palacio y se mantuvo allí hasta la caída del Imperio Napoleónico. Tras esto, La ronda de noche volvió a la Trippenhuis ya convertida en el Rijksmuseum, como Galería Nacional de Arte de los Países Bajos. En 1885, se finalizaron las obras del actual edificio del Rijksmuseum y el cuadro se trasladó a su ubicación actual.
Durante la II Guerra Mundial, para salvar el patrimonio artístico durante el conflicto, los fondos más importantes del Rijksmuseum fueron depositados en diferentes búnkers denominados Refugios Nacionales construidos en las dunas de Heemskerk y Zandvoort. En 1942, los cuadros se volvieron a trasladar a refugios en Steenwijk y Maastricht.

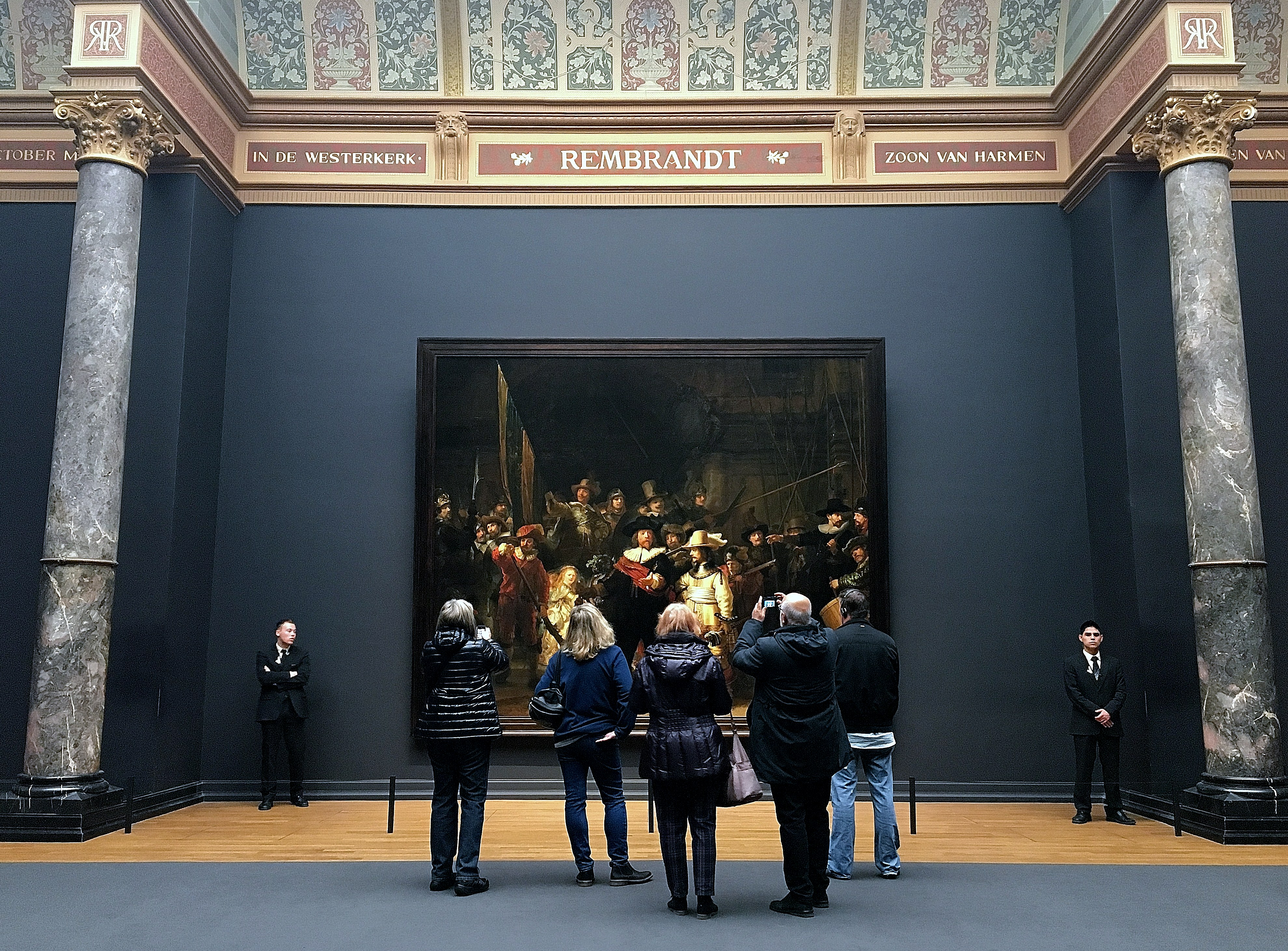
Actual ubicación de La ronda de noche en el Rijksmuseum, donde es uno de sus reclamos artísticos más importantes.

La ronda de noche estuvo oculta durante cinco años siendo su último emplazamiento un búnker en el subsuelo de la capital del Limburgo. Fue separada de su marco y enrollada en un cilindro. El 25 de junio de 1945, La ronda de noche volvió a Ámsterdam, siendo restaurado en el taller del Rijksmuseum.

### Vandalismo
Aparte de la mutilación del siglo XVIII, La ronda de noche ha sido objeto de algunos ataques vandálicos. El 13 de septiembre de 1975, un desequilibrado mental atacó la obra con un cuchillo haciéndole numerosos cortes en zig-zag. El lienzo fue restaurado con éxito, aunque aún pueden apreciarse in situ las huellas de este atentado. En 1985, un visitante del museo roció la pintura con un spray de ácido que llevaba oculto. La rápida intervención de los guardias de seguridad y el agua que le fue pulverizada neutralizaron el ácido que afortunadamente no llegó a tocar el lienzo y sólo dañó el barniz. De nuevo, la obra fue restaurada por completo.

## La ronda de nocheen el Barroco
La ronda de noche es uno de los cuadros representativos de la obra pictórica de Rembrandt, por las novedades compositivas y técnicas que aporta. Es la aportación del genio holandés a la pintura barroca. No es el único retrato colectivo que realiza Rembrandt, y aunque relevantes, el autor prefirió los retratos unipersonales y de pequeñas dimensiones (entre ellos sus autorretratos).
El siglo XVII fue una época de grandes cuadros compuestos por numerosos personajes siguiendo la tipología del barroco. Cercanos a Rembrandt, trabajan otros grandes genios de la pintura como Peter Paul Rubens o Frans Hals, que realizaron grandes telas con retratos colectivos. Rubens prefirió el tema mitológico o religioso en abigarradas escenas con multitud de elementos. Hals por su parte se dedicó a los tradicionales retratos corporativos en la ciudad de Haarlem, dotándolos de gran riqueza psicológica en su ejecución. Por otro lado, desde una óptica distinta, Diego de Velázquez compone también telas monumentales con técnica similares a las de Rembrandt, aunque la temática es complementaria. Velázquez realiza escenas históricas al servicio de la corte española, sin duda una empresa mayor que un cuadro por encargo de una compañía militar y pagado a cuotas. Pero el uso de la disposición aparentemente descuidada y la distribución de elementos para centrar la atención al centro del lienzo es común entre ambos pintores.

## Curiosidades

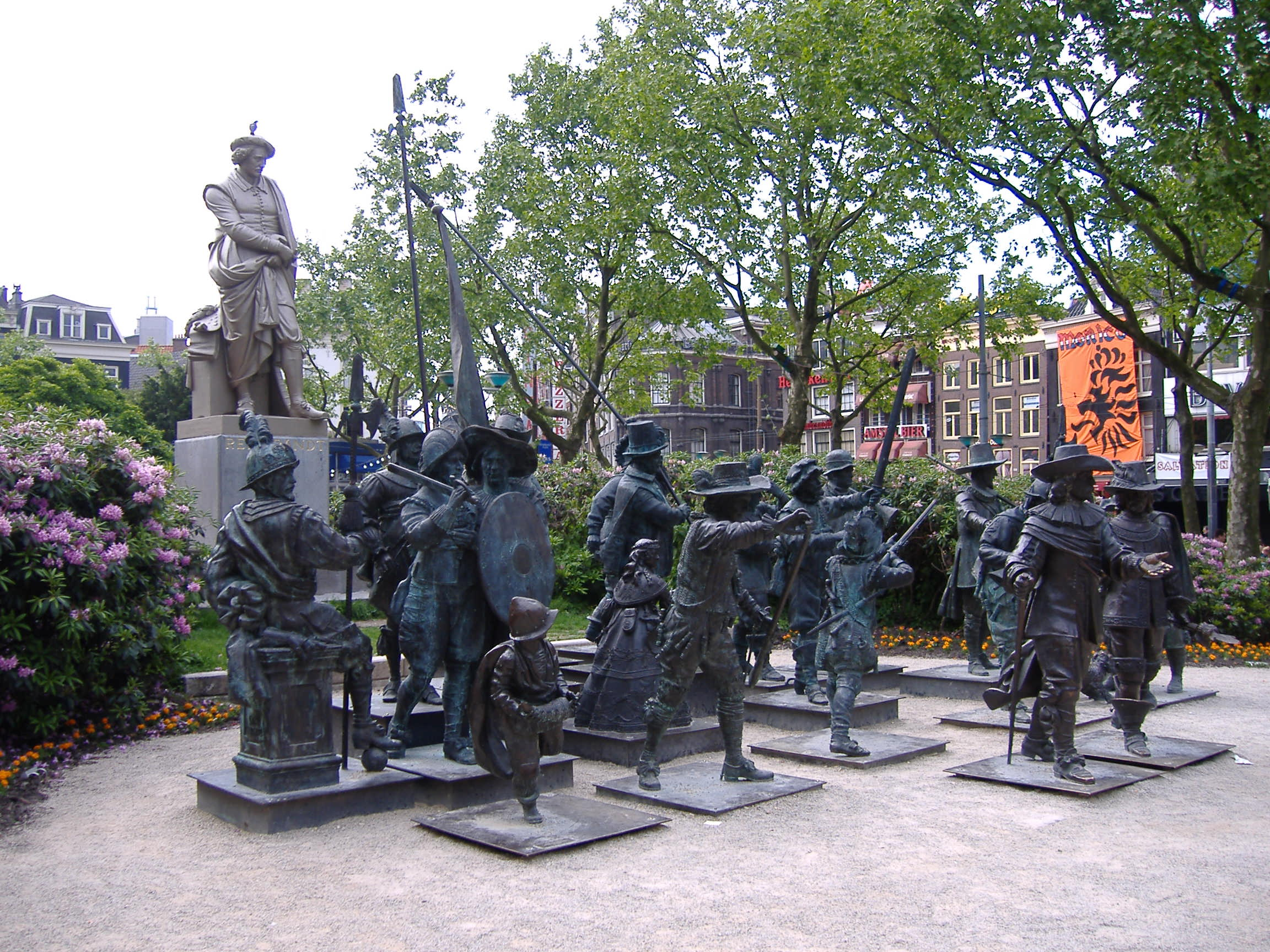
Esculturas de La ronda de noche expuestas en la plaza Rembrandt de Ámsterdam durante el IV centenario del nacimiento del pintor neerlandés.

La ronda de noche ha inspirado a numerosas obras posteriores. Ya en su época fue tremendamente popular y se realizaron algunas copias, gracias a las cuales conocemos su aspecto originario antes de todas sus alteraciones.
La comisión de IV centenario del nacimiento de Rembrandt expuso en la plaza Rembrandt de Ámsterdam junto al busto del pintor, las réplicas de los personajes del cuadro, esculpidas por Alexander Taratýnov y Mijaíl Drónov. Al finalizar esta conmemoración las estatuas serán trasladadas para permanecer en los jardines del castillo de St. Gerlach, cerca de Maastricht.
También en homenaje, en el año de esta conmemoración, el director de cine británico Peter Greenaway rodó una película dedicada al cuadro titulada Nightwatching, protagonizada por Martin Freeman en el papel de Rembrandt y Emily Holmes como su segunda esposa, Hendrickje. Se presentó en el Festival Internacional de Cine de Venecia el 6 de septiembre de 2007 y su estreno comercial en los Países Bajos fue el 24 de enero de 2008.
La música también ha mirado al lienzo en busca de inspiración como el segundo movimiento de la Sinfonía n.º 7 de Gustav Mahler o la ópera De Nachtwacht compuesta por el músico neerlandés Henk Badings de 1942, sin dejar de mencionar las canciones Night Watch de King Crimson o The Shooting Company of Captain Frans B. Cocq del grupo Ayreon.